# Uriszénafű
Uriszénafű (románul: Fânațele Căpușului) falu Romániában, Maros megyében.

## Története
Kisikland község része. A trianoni békeszerződésig Torda-Aranyos vármegye Marosludasi járásához tartozott.

## Népessége
2002-ben 102 lakosa volt, ebből 101 román és 1 magyar nemzetiségű.

## Vallások
A falu lakói közül 93-an ortodox, 2-en görögkatolikus, 5-en adventista hitűek és 1 fő református, illetve 1 fő baptista.